# Леприндо (станция)
Леприндо́ — станция Северобайкальского региона Восточно-Сибирской железной дороги на Байкало-Амурской магистрали (1668 км).
Находится в 500 метрах от северо-восточного берега озера Большое Леприндо, в 50 км юго-западнее посёлка Новая Чара Каларского района Забайкальского края.
Участки  Чара – Леприндо, Леприндо – Сюльбан строились механизированной колонной №158. Станция названа по находящемуся рядом озеру. Озеро Леприндо названо по имени местного князька Леприм, либо от эвенкийского слова лапоро («прилипать») из-за вязкого грунта на южном берегу озера Малое Леприндо. Озеро входит в национальный парк Кодар. Бывший строительный поселок Леприндо был разобран в 1990-е годы, просуществовав менее 10 лет.

## Пригородное сообщение по станции
| № поезда | Маршрут движения    | № поезда | Маршрут движения    |
| -------- | ------------------- | -------- | ------------------- |
| 6386     | Куанда — Новая Чара | 6385     | Новая Чара — Куанда |